# Masters de Miami 1998

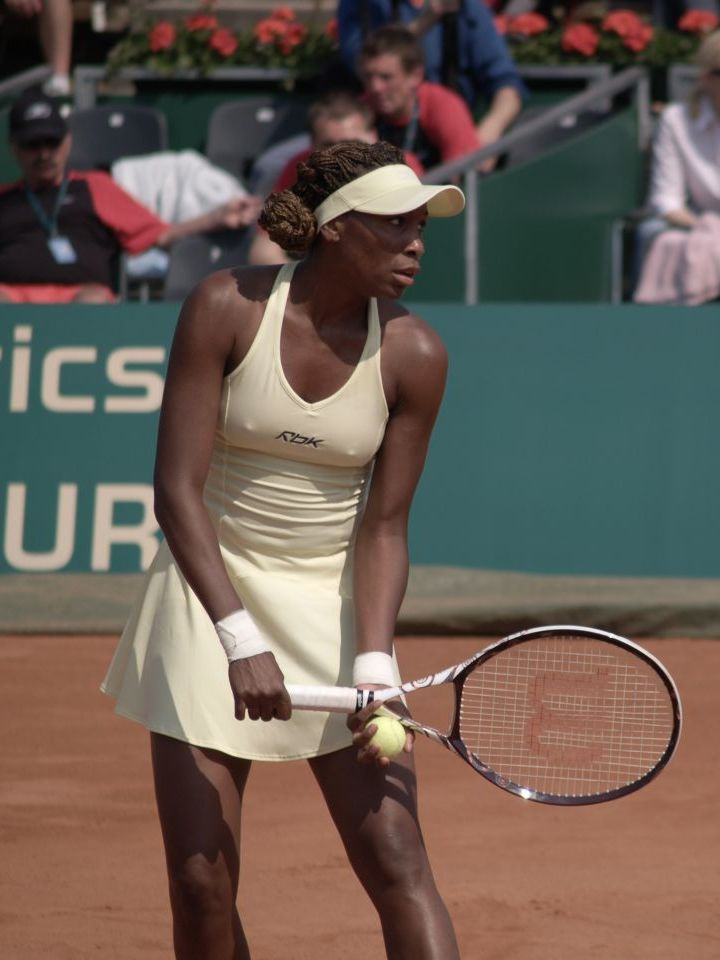
Venus Williams

El Abierto de Miami 1998 (también conocido como 1998 Lipton Championships por razones de patrocinio) fue un torneo de tenis jugado sobre pista dura. Fue la edición número 14 de este torneo. El torneo masculino formó parte de los Super 9 en la ATP. Se celebró entre el 16 de marzo y el 29 de marzo de 1998.

## Campeones

### Individuales Masculino
Marcelo Rios vence a  Andre Agassi, 7–5, 6–3, 6–4

### Individuales Femenino
Venus Williams vence a  Anna Kournikova, 2–6, 6–4, 6–1

### Dobles Masculino
Ellis Ferreira /  Rick Leach vencen a  Alex O'Brien /  Jonathan Stark, 6–2, 6–4

### Dobles Femenino
Martina Hingis /  Jana Novotná vencen a  Arantxa Sánchez-Vicario /  Natasha Zvereva, 6–2, 3–6, 6–3
| Predecesor: Miami 1997 | Masters de Miami 1998 | Sucesor: Miami 1999 |